# Armand Duka
Armand Duka, född 7 oktober 1962 i Shijaku i Albanien, är en albansk affärsman som sedan 2002 varit president över Federata Shqiptare e Futbollit, Albaniens fotbollsförbund. 
Duka är född i Shijaku där han gick i grundskolan 1976-1980. Därefter utbildade han sig inom ekonomi vid Tiranas universitet mellan 1981 och 1986. Mellan 1986 och 1991 arbetade han med frakt i Burrel och Durrës. 1991 startade han egen verksamhet och han bildade 1993 bolaget AIBA Sh.a. Han valdes till president i FSHF år 2002 och återvaldes 2006, 2010 och 2014.